# Oegstgeester Lawn Tennis Club
De Oegstgeester Lawn Tennis Club (OLTC) is een Nederlandse tennisclub in Oegstgeest. OLTC behoort tot de drie oudste tennisverenigingen van Nederland, nadat het als Leidse Lawn Tennisclub was opgericht in Leiden op 17 september 1886. OLTC veroverde het eerste landskampioenschap van de KNLTB en is een nog steeds een zeer florerende club met 1500 leden, waarvan zo'n een derde jeugd.

## Historie
OLTC is als de Leidse Lawn Tennis Club (LLTC) opgericht op 17 september 1886 en is na de Haarlemsche Lawn Tennis Club en het Rotterdamse Victoria (voorheen de Anglo Dutch Lawn Tennis Club) de oudste tennisclub van Nederland. Op exact dezelfde datum als de OLTC is ook de Dordtse Lawn Tennis Club (DLTC) opgericht. Op dat moment was het tennis nog relatief nieuw in Nederland en was er nog geen landelijke bond die een competitie organiseerde. Die bond, de KNLTB, werd dertien jaar later in 1899 opgericht. In 1900 veroverde de Leidse Lawn Tennis Club het eerste landskampioenschap.
In de eerste jaren speelde de club in een gymnastiekzaal aan de Pieterskerkgracht, later werd onder andere op een tennispark bij de Posthof in Leiden gespeeld. Het tennispark De Krogt, met haar karakteristieke villa, is in 1937 in gebruik genomen. De Leidse Lawn Tennis Club huurde er vanaf dat moment drie banen (de huidige banen 4, 5 en 6).
OLTC heeft het tennispark de Krogt, met alle twaalf banen en de gebouwen, in 1989 kunnen kopen van de gemeente.